# Соколово (Великолукский район)
Соколово — деревня в Великолукском районе Псковской области России. Входит в состав сельского поселения «Борковская волость».
Расположена на юго-западе района, в 2 км от берега реки Ловать, в 35 км к юго-западу от центра города Великие Луки и в 15 км к северо-востоку от волостного центра деревни Борки.

## Население
Постоянное население по оценке на 2000 год в деревне отсутствовало.